# Kurt Waldheim
Kurt Waldheim (tiếng Đức: [ˈkʊɐ̯t ˈvaldhaɪm] ⓘ, 21 tháng 12 năm 1918 - 14 tháng 6 năm 2007) là nhà ngoại giao Áo. Ông là Tổng Thư ký thứ tư của Liên Hợp Quốc từ năm 1972 đến cuối năm 1981 và là Tổng thống Áo từ năm 1986 đến 1992.

## Tiểu sử

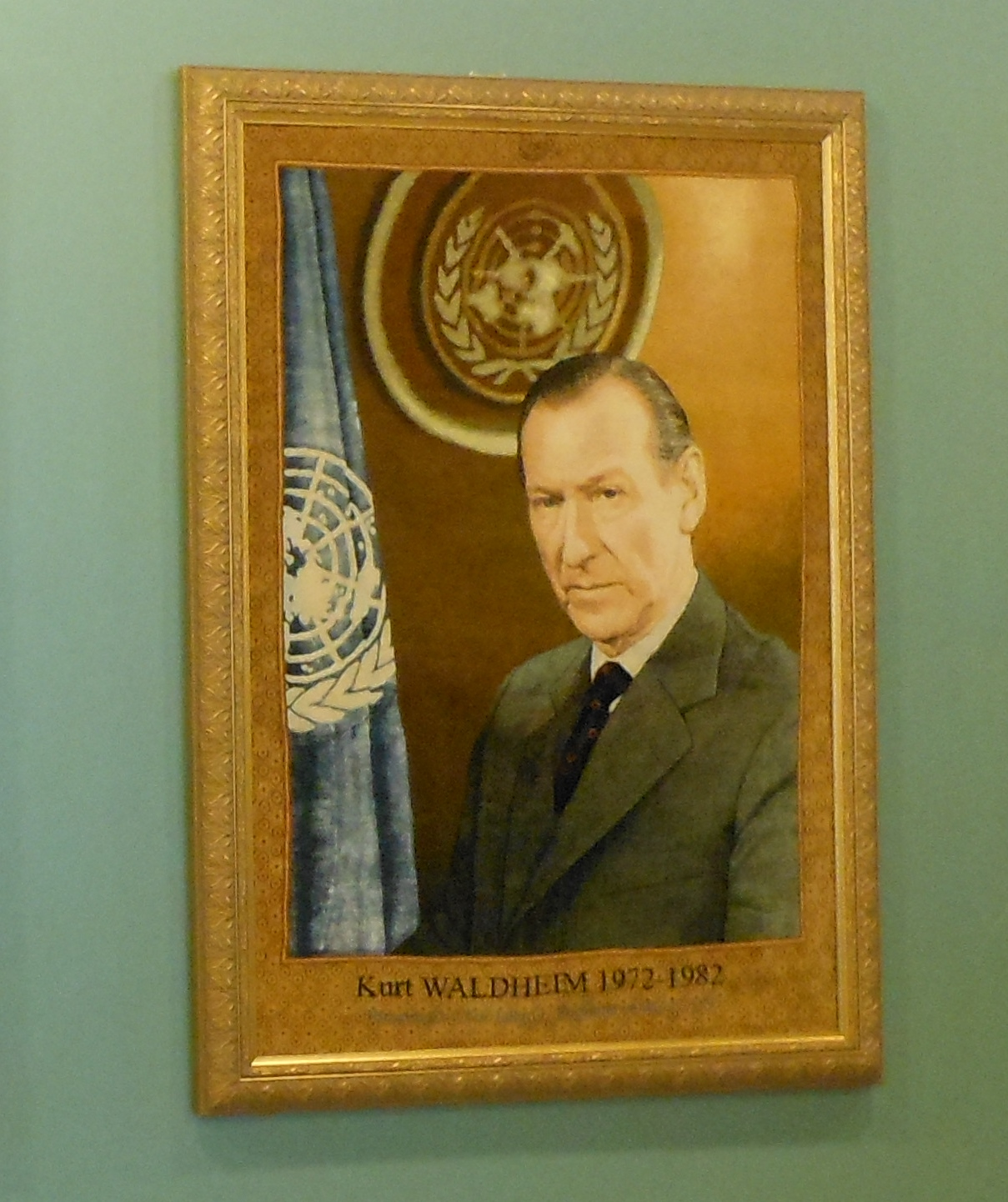
Chân dung Waldheim tại Trụ sở Liên hợp quốc.

Waldheim đã sinh ra tại Sankt Andrä-Wördern, một ngôi làng gần Viên, vào ngày 21 tháng 12 năm 1918. Cha ông là một thanh tra trường học Công giáo La Mã, là người gốc Czech tên Watzlawick (tiếng Séc viết Václavík) đã thay đổi tên của mình vào năm chế độ quân chủ Habsburg sụp đổ. Waldheim phục vụ trong quân đội Áo (1936-1937) và theo học Học viện Lãnh sự Viên, nơi ông tốt nghiệp vào năm 1939. Cha của Waldheim đã hoạt động tích cực trong Đảng Xã hội Cơ đốc giáo. Waldheim không liên kết chính trị trong những năm tại Học viện. Ba tuần sau khi Đức sáp nhập Áo vào năm 1938, Waldheim nộp đơn đăng ký thành viên Liên đoàn Sinh viên Đức Xã hội Dân tộc (National Socialist German Students' League - NSDStB), một bộ phận của Đảng Quốc xã. Ngay sau đó ông trở thành thành viên quân đoàn kị binh của Sturmabteilung (SA).
Vào ngày 19 tháng 8 năm 1944, ông kết hôn với Elisabeth Ritschel ở Viên; con gái đầu tiên của họ, Lieselotte, sinh vào năm tiếp theo. Một người con trai, Gerhard, và sau đó là một con gái, Christa.